# Хедлунд, Пер-Эрик
Пер-Эрик Хедлунд (швед. Per-Erik Hedlund; 18 апреля 1897 года, Сернахеден — 12 февраля 1975 года, Серна) — шведский лыжник, олимпийский чемпион, чемпион мира.

## Карьера
На Олимпийских играх 1924 года в Шамони был 6-м в гонке на 18 км, стартовал также в гонке на 50 км, но не добрался до финиша.
На Олимпийских играх 1928 года в Санкт-Морице завоевал золотую медаль в гонке на 50 км, выиграв 13 минут и 27 секунд у своего партнёра по команде Густава Юнссона. В истории олимпийских лыжных гонок это рекордно большой разрыв между первым и вторым местом. В гонке на 18 км Хедлунд стал, как и на предыдущей Олимпиаде, шестым.
На чемпионате мира 1933 года стал чемпионом в эстафетной гонке, на том же чемпионате был 6-м в гонке на 50 км.